# شاطئ الصلب
شاطئ الصٌلب (بالفرنسية: Plage Essoleb)‏، هو شاطئ يقع في مدينة بنقردان، على حدود بحيرة البيبان وينقسم إلى جانبين، الجهة الداخلية لبحيرة البيبان والتي تُعرف محلياً بالصٌلب الدخلاني والجهة الخارجية للبحيرة والتي تُعرف بالصٌلب البرّاني ويبعد 20 كلم تقريباً على مركز مدينة بنقردان.

## مقالات ذات صلة
- شاطئ مرسى القصيبة
- شاطئ بوقرنين
- شاطئ جنيّح
- شاطئ الكتف

## وصلات خارجية
- الموقع الرسمي.